# Aeneolamia astralis
Aeneolamia astralis är en insektsart som först beskrevs av William Lucas Distant 1909.  Aeneolamia astralis ingår i släktet Aeneolamia och familjen spottstritar. Inga underarter finns listade i Catalogue of Life.